# الپاگوت، مودورنو
الپاگوت، مودورنو (به لاتین: Alpagut, Mudurnu) یک منطقهٔ مسکونی در ترکیه است که در استان بولی واقع شده‌است.

## خصوصیات
الپاگوت ۳۹۱ نفر جمعیت دارد.